# Геоложка карта
Геоложката карта е специална карта, която има за цел да показва геоложките особености и строеж на определен участък от повърхността на земната кора. Скалите и пластовете се изобразяват с цвят или символи, за да се посочи мястото, на което са изложени. Скалните легла и структурни особености като разломи, гънки, фолиации и линеации се изобразяват чрез определени символи за „простиране и гмуркане“, с което се придава триизмерна ориентация на тези характеристики.
Могат да се използват и стратиграфски контурни линии, за да се илюстрира повърхността на определен пласт и подповърхностните топографски тенденции на пласта. Изопахитните карти показват вариациите в дебелината на стратиграфските единици. Не винаги е възможно това да се покаже с точност, тъй като пластовете могат да са изключително надробени, смесени, прекъснати или нарушени.

## Съставяне

### Литология
Скалните единици обикновено се предават чрез цветове. Вместо цветове (или в допълнение към тях), могат да се използват и символи. Различните служби по геоложко картографиране използват различни стандарти за цветовете и символите на скали от различни видове и възрасти.

### Ориентация
Геолозите провеждат два основни типа измерване на ориентация: ориентация на равнината и ориентация на линиите. Ориентацията на равнините често се илюстрира чрез символи за „простиране и гмуркане“. Тези символи включва дълга линия на „простиране“, която е перпендикулярна на посоката на най-големия наклон по дължината на повърхност на скално легло, и кратка линия на „гмуркане“, сочеща надолу към скалното легло. Така, за простиране на запад и гмуркане от 15 градуса под хоризонталата, ще се отбележи 270/15.

## История
Най-старата запазена геоложка карта е Торинската папирусна карта (1150 г. пр. н. е.), която показва местонахождението на находищата на строителни камъни и злато в Египет. Най-ранната геоложка карта от съвремието е направена за част от Оверн през 1771 г. и се концентрира върху базалтовия строеж на района. Тя се основава на подробното изследване на Никола Демаре от 1768 г. на геологията и вулканичната история на вулканите в региона и сравнение с колоните на Пътя на великаните в Ирландия. Той идентифицира и двете места като характерни за угаснали вулкани.
Първата геоложка карта в САЩ е дело на Уилям Маклър през 1809 г. Той прекосява и картографира почти всеки щат в съюза, като през двугодишния период на прочуване прекосява планините Алегани около 50 пъти. Първата геоложка карта на Великобритания е създадена от Уилям Смит през 1815 г., който използва принципи, установени от самия него. Картата му съдържа подредба на скалните пластове, разделени по съдържанието им на вкаменелости.
Първите геоложки карти в България са изработени от Ами Буе (1840) и Фердинанд фон Хохщетер (1870). За основател на българската геоложка наука се счита Георги Златарски, който в периода 1905 – 1911 г. публикува поредица от цветни карти с мащаб 1:300 000, имащи изключително важно научно значение. Същото ниво на детайл се поддържа от Стефан Бончев през 1930-те години. Заслуги имат и Франц Тоула, Георги Бончев, Еким Бончев, Васил Цанков, Христо Спасов, Йовчо Йовчев и др. По-късните карти се съставят не толкова от отделни хора, а от екипи и геоложки организации.